# Ourense
Ourense (wym. [owˈɾɛnse], nieoficjalna nazwa w języku hiszpańskim: Orense; łac. Aquae Urentes, pierwotnie Aureinse, „Miasto Złota”) – stolica prowincji Ourense w północno-zachodniej Hiszpanii, położona w południowej części regionu Galicja, nad rzeką Miño. Jest to trzecie co do wielkości miasto w Galicji po Vigo i A Coruña. Znajduje się na wysokości 132 m n.p.m. i zajmuje powierzchnię 85,2 km². Liczba ludności miasta wynosiła w 2022 roku 103 756.

## Zabytki
- katedra San Martin, obecna budowla ufundowana przez Alfonsa VII a zbudowaną w latach 1132 – 1248 stoi w miejscu kościoła zbudowanego w VI wieku. Wewnątrz znajduje się XVI wieczne gotyckie retabulum autorstwa Cornelisa de Holanda;  W katedrze zachowały się rzeźby częściowo pokryte oryginalnymi malowidłami.
- Stare miasto o bardzo dużej powierzchni, z licznymi średniowiecznymi kościołami i pozostałościami po rzymskich osadnikach (np. niedawno odrestaurowana łaźnia rzymska)
- klasztor św. Franciszka z XIV w.
- siedmioprzęsłowy most na rzece Miño, zbudowany w 1230 roku na rzymskich fundamentach, użytkowany do dziś. Obecnie most przekształcony został w malowniczy deptak.
- Muzeum archeologiczne gdzie można podziwiać pozostałości po przedromańskich osadnikach kultury celtyckiej.

## Gorące źródła
Ourense jest drugim co do wielkości skupiskiem gorących źródeł w Europie. Już starożytni rzymianie korzystali z dobrodziejstw kąpieli w wodach termalnych.  Obecnie istniejąca infrastruktura oferuje kąpiele w wodzie o temperaturze 36 – 60 stopni Celsjusza zarówno na terenie starego miasta, obok odrestaurowanej antycznej łaźni rzymskiej, jak i wzdłuż rzeki Minho. Woda jest bogata w minerały, kąpiele polecane są szczególnie chorym na astmę, reumatyzm i artretyzm.

## Gospodarka
W mieście rozwinął się przemysł spożywczy, drzewny oraz chemiczny.

## Transport
W mieście znajduje się węzłowa stacja kolejowa Ourense-Empalme, z której odchodzą klasyczne linie kolejowe w kierunku Vigo, Monforte de Lemos, Santiago de Compostela oraz Puebla de Sanabria. Przez Ourense przechodzi linia dużych prędkości Madryt — Galicja, którą można pojechać w kierunku Santiago de Compostela, odcinek do Zamory jest w trakcie budowy.

## Sport
Do 2014 roku działał tutaj klub piłki nożnej, CD Ourense, grający w hiszpańskiej lidze Segunda División, będącej drugim poziomem ligowych rozgrywek piłkarskich w Hiszpanii.

## Miasta partnerskie
- Vila Real
- Tlalnepantla de Baz
- Quimper